# بلفگور، شبح موزه لوور
بلفگور، شبح موزه لوور (به انگلیسی: Belphegor, Phantom of the Louvre) فیلمی محصول سال ۲۰۰۱ و به کارگردانی ژان-پل سالومه است. در این فیلم بازیگرانی همچون سوفی مارسو، میشل سرو، فردریک دیفنتال، جولی کریستی، ژان فرانسوا بالمر، لیونل آبلانسکی، پاتاشو، فرانسواز لپین و ژولیت گرکو ایفای نقش کرده‌اند.